# Schindau
Schindau ist eine Ortschaft und eine Katastralgemeinde in der Marktgemeinde Neuhofen an der Ybbs im Bezirk Amstetten in Niederösterreich.

## Geografie
Die Ortschaft befindet sich im niederösterreichischen Alpenvorland, im Westen des Mostviertels und  südlich von Amstetten. Am 1. Jänner 2024 zählte die Ortschaft 343 Einwohner.

## Geschichte
Laut Adressbuch von Österreich waren im Jahr 1938 in Schindau ein Gastwirt, eine Mühle samt Sägewerk, ein Schmied und einige Landwirte ansässig.